# Жалпаксаз
Жалпакса́з (каз. Жалпақсаз) — село у складі району Турара Рискулова Жамбильської області Казахстану. Входить до складу Каракистацького сільського округу.
Населення — 389 осіб (2021; 430 у 2009, 457 у 1999, 536 у 1989).